# Hapeville
Hapeville é uma cidade localizada no estado americano da Geórgia, no Condado de Fulton.

## Demografia
Segundo o censo americano de 2000, a sua população era de 6180 habitantes.
Em 2006, foi estimada uma população de 6148, um decréscimo de 32 (-0.5%).

## Geografia
De acordo com o United States Census Bureau tem uma área de 6,1 km², dos quais 6,1 km² cobertos por terra e 0,0 km² cobertos por água.

## Localidades na vizinhança
O diagrama seguinte representa as localidades num raio de 12 km ao redor de Hapeville.